# Блумберг (град)
Блумберг (њем. Blumberg) град је у њемачкој савезној држави Баден-Виртемберг. Једно је од 20 општинских средишта округа Шварцвалд-Бар. Према процјени из 2010. у граду је живјело 10.266 становника. Посједује регионалну шифру (AGS) 8326005.

## Географски и демографски подаци
Блумберг се налази у савезној држави Баден-Виртемберг у округу Шварцвалд-Бар. Град се налази на надморској висини од 704 метра. Површина општине износи 98,7 km².

## Становништво
У самом граду је, према процјени из 2010. године, живјело 10.266 становника. Просјечна густина становништва износи 104 становника/km².